# Zarah Leander
Zara Leander  (ejtsd: Cáráh Leánder vagy Száráh Leánder), sz. Sara Stina Hedberg, férjezett nevén Sara Stina Hülphers  (Karlstad, 1907. március 15. – Stockholm, 1981. június 23.) svéd színésznő és énekesnő. Karrierje fénypontját Németországban érte el. Ott az egyik legnagyobb filmcsillaggá vált, így beceneve a Zarah Diva lett. A második világháború után színpadi énekesként tevékenykedett, s koncerteket adott Svédországban, Németországban és Ausztriában.

## Élete

### Családja és fiatalkora
Apja, Anders Lorentz Sebastian Hedberg (1872–1929) ingatlanügynök volt. 1902-ben feleségül vette Mathilda Ulrika Wikstromot (1872–1959). Zarah-nak két bátyja volt (Jonas és Ante) és három fiatalabb (Sigvard, Gustaf és Bror). Sigvard nem sokkal születése után meghalt. Gustaf színész és énekes is lett. Egy apai ágból származó dédnagymama Hamburgi származású.
Apja orgonaépítést és zenét tanult Lipcsében . Német dadája és német zongoratanára hatására már kiskorában ismerte a német nyelvet és kultúrát. 1911-től hegedű- és zongoraleckéket kapott, és hat évesen részt vett egy Chopin -versenyen. Zarah 1922-ig gimnáziumba járt, majd Rigába ment, ahol megtanult folyékonyan németül.
Zarah Leander soha nem vett ének- vagy színészleckéket.

### Karrierjének kezdete mint énekes- és színésznő
Leander már 1926-ban sikertelenül próbált felvételt nyerni a stockholmi Királyi Színművészeti Iskolába. Ekkor ismerkedett meg első férjével, Nils Leander színésszel, akinek segítségével szerepet kapjon több színielőadásban, bár azok inkább jelentéktelenek voltak. 1928-ban férjével közösen állt a színpadon egy operettben.
1929-ben meghallgatásra jelentkezett Ernst Rolf svéd revükirálynál pregnáns kontra-alt hangjával. 27-én. Októberben a beteg Margit Rosengren helyett adta elő a Do you want to see a star című dalt. Ernst Rolf a következő szavakkal jelentette be új sztárját:
„Annyira tehetséges, hogy nem volt erőm nemet mondani. A neve Zarah Leander, és ez egy olyan név, amelyre emlékezni kell.
Szerződést írt alá az Odeon lemeztársasággal, és 1936-ig 80 dalt rögzített nekik. 1929 és 1935 között Zarah Leander számos revüben szerepelt Karl Gerharddal, és három játékfilmet is készített Svédországban. 1926 és 1932 között Nils Leander színész felesége volt, és két gyermeke született tőle (Boel, * 1927 és Göran, 1929-2010). Második házasságában Zarah Leander 1932-ben feleségül mentVidar Forsell újságíróhoz, akinek vezetéknevét a gyerekek is felvették. A frigy 1948-ig tartott.

### Áttörés Bécsben és első film Ausztriában
Leander Max Hansen révén került Bécsbe . Az áttörést 1936 szeptemberében érte el Ralph Benatzky daljátékának, az Axel an der Himmelstür (Fejsze a mennyek kapujában) bemutatóján. Leander játszotta és énekelte a női főszerepet, Gloria Mills-t, aki Greta Garbo pastiche volt. Leander dicsérő kritikákat kapott, Lehár Ferenc gratulált neki, és több mint 62 alkalommal szólították a függöny elé. Paul Morgan, Otto Wallburg és Heidemarie Hatheyer Leander és Hansen partnerei voltak ebben a produkcióban. Leandernek ez volt egyelőre az utolsó színpadi eljegyzés, csak 1958-ban lépett fel újra a színházban – ismét Bécsben.
Párhuzamosan színházi szerepei mellett forgatta első osztrák és egyben első német nyelvű filmjét. Géza von Bolváry rendezésében a Premiere című, revü-körülmények között játszódó krimi-melodrámában szerepelt. Leander partnerei között szerepelt Karl Martell, Theo Lingen, Attila Hörbiger, Carl Günther, Maria Bard és Walter Steinbeck.

### Karrier filmsztárként és énekesként
Már 1936. október 28-án Leander szerződést írt alá a német UFÁ-val, számára kedvező feltételekkel: ő maga választhatta meg a forgatókönyveket, és díjának több mint felét svéd koronában fizették ki. Kontra-alt hangja egyszerre lenyűgözte és irritálta a kritikusokat, amint az a következő kijelentésekből is kitűnik: „sötét [...] szinte bariton”; „szinte férfias színezetű hang”; „olyan erőteljesen szólhat, mint egy orgona hangja”, „kimondhatatlanul lágy hang, amely mély, meleg patakként áramlik körül a hallgatón”.
1937 és 1943 között készültek legismertebb filmjei: Zu neuen Ufern (1937), Habanera (1937), Heimat (1938), Es war eine rauschende Ballnacht (1939), Die große Liebe (1942, rendező: Rolf Hansen), Der Weg ins Free (1941), Damals (1943), néhányat Carl Froelich rendezett. Joseph Goebbels a következőket írta 1937. október 6-ai naplóbejegyzésébe: „Óriásiak az üzleti sikerek vele.". Ő lett a legjobban fizetett női filmsztár a nemzetszocialista Németországban . Adolf Hitler is nagyon kedvelte őt, ahogy inasa is elmondta egy interjúban. Ennek ellenére nincs olyan fotó vagy riport, amelyen kettejük együtt látható lenne egy nyilvános eseményen. Leander megtagadta a legmagasabb kitüntetést – hogy állami színésznővé nevezzék ki. A díva svéd állampolgár maradt, és a második világháború után mindig apolitikus művésznőként jellemezte magát, bár részt vett a Die große Liebe című náci propagandafilmben . Utolsó forgatási napja után, 1942. november elsején elhagyta Németországot, és visszatért Lönö-i kastélyába, Svédországba. Német filmjei bizonyos népszerűségnek örvendtek Svédországban.
Zarah Leander háború utáni karrierje 1947-ben kezdődöttSvájcban. Ralph Benatzky zeneszerző gondoskodott róla, hogy megjelenjen a Genfi Rádióban. Ott készültek az első háború utáni felvételek. További koncertfellépések Bernben, Bázelben és Zürichben következtek. 1948-ban ismét találkozott Michael Jaryvel, és Németországban turnézott vele és filmzenekarával (1948/1949), ami nagy sikert aratott. 1949-ben fellépett Malmőben, ezzel svéd hazájában először. 1956 januárjában feleségül ment Arne Hülphers svéd karmesterhez és jazz-zongoraművészhez, aki 1952-től kísérte zeneileg. Hülphers egyben harmadik férje volt.
Zarah Leander hét év szünet után 1950-ben forgatott először filmet, a Gabrielat Géza von Cziffra rendezésében. Az anya-lánya dráma ismét egy tipikus Zarah Leander film volt, sok kölcsönzéssel korábbi játékfilmjeiből. A film sikeres volt a mozikban. Leander elégedetlen volt az eredménnyel, és 1951-ben ismét turnéra indult, amelyen több országba is eljutott. A későbbi játékfilmek, a Cuba Cabana (1952), amelyben O.W. Fischer a szeretője volt, és az Ave Maria (1953) szintén jövedelmező volt pénzügyileg, de hiányzott a korábbi idők filmes minősége. Ezzel véget ért filmsztári pályafutása. Ettől kezdve a dalok előadásának szentelte magát. Peter Kreuder komponálta számára a Madame Scandaleuse és a Lady aus Paris című musicalt Ernst Nebhut és Karl Farkas szövegeivel. Svédországban és Németországban az 1960-as évek elején televíziós műsorokban lépett fel evergreen zenéivel . Ezt követte a fellépés Friedrich Hollaender Das Blaue vom Himmel című musicaljében .

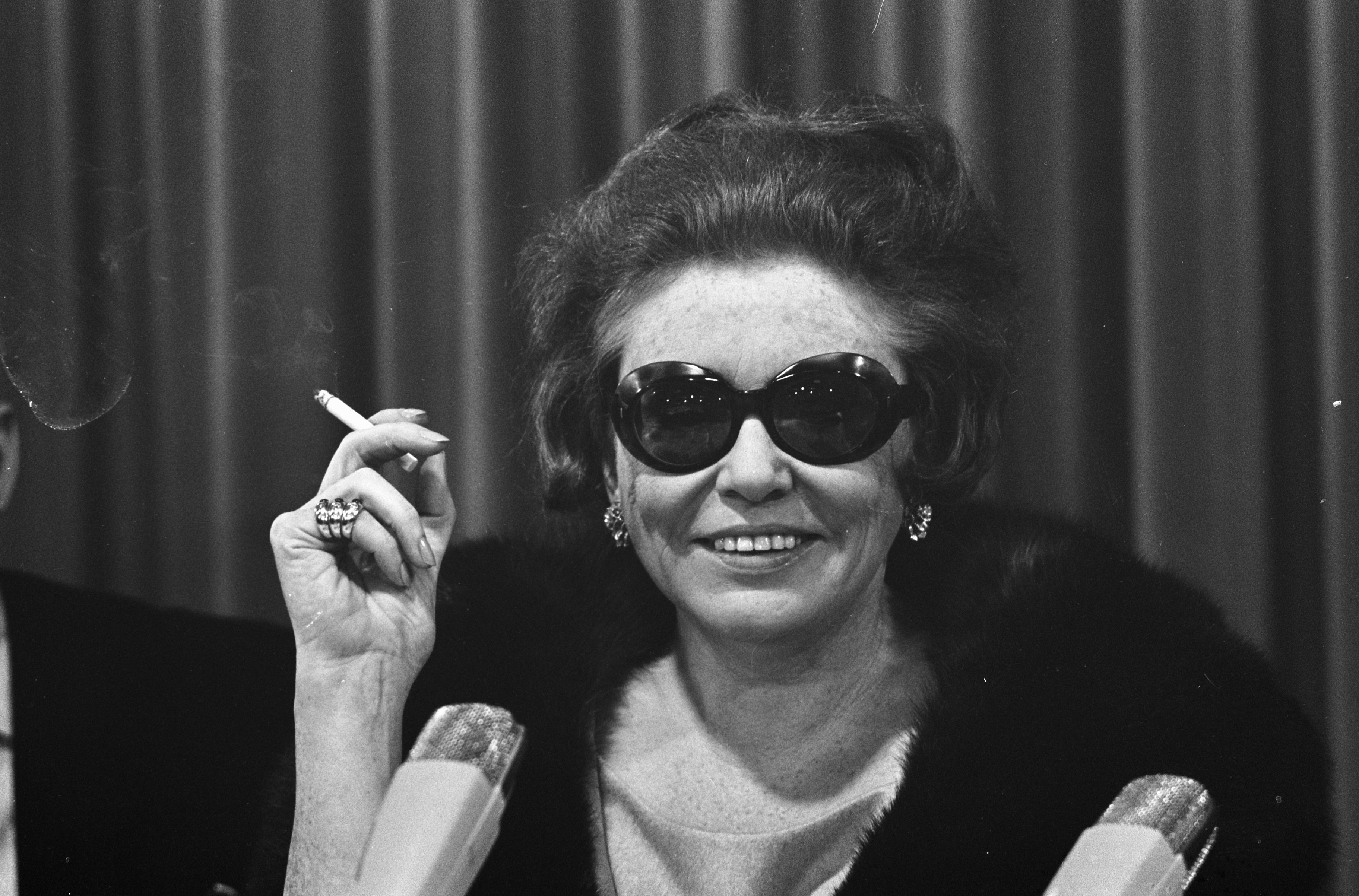
Ron Kroon : Zarah Leander, 1967

1958. szeptember 5-én Leander visszatért a bécsi Raimundtheater színpadára: Ernst Nebhut és Peter Kreuder Madame Scandaleuse című musicaljében játszotta a főszerepet. Ez az előadás 1959-ben Münchenben, Berlinben és Hamburgban is vendégszerepelt. Két évvel később, 1960-ban volt a Leander következő premierje a Raimundtheaterben, amikor Karl Farkas operettjében, az Eine Frau, die weiß, was sie willben kapott főszerepet. 1961-ben egy vendégjáték végett játszott a díva a göteborgi Stora Teaternbe. Ismét Karl Farkas vezényletével és a Raimundtheaterben Leander játszott 1964-ben Farkas és Kreuder Lady from Paris című musicaljének világpremierjén. Leander partnerei voltak Paul Hörbiger és Friedl Czepa. Ez a produkció 1965-ben vendégszerepelt a berlini Theatre des Westensben. 1968-ban Zarah Leander ismét felvett egy kislemezt (Adventures Are In The Evening / Where Your Cradle Stood) amelyet a Trans-World kiadó adott ki. Jellemzően mély, kifejező hangjával ismét bizonyítani tudta zenei rátermettségét. Nem ért el sikert a slágerlistákon, de néhány slágerparádéban újra szátszották.
Az utolsó főszerepet Leander Peter Thomas, Ika Schafheitlin és Helmuth Gauer Wodka für die Königin című musicaljében játszotta (rendező: Werner Saladin). A premier 1968. november 14-én volt a hamburgi Operettházban; a produkció 1969 szeptemberétől novemberéig vendégszerepelt a bécsi Raimundtheaterben.

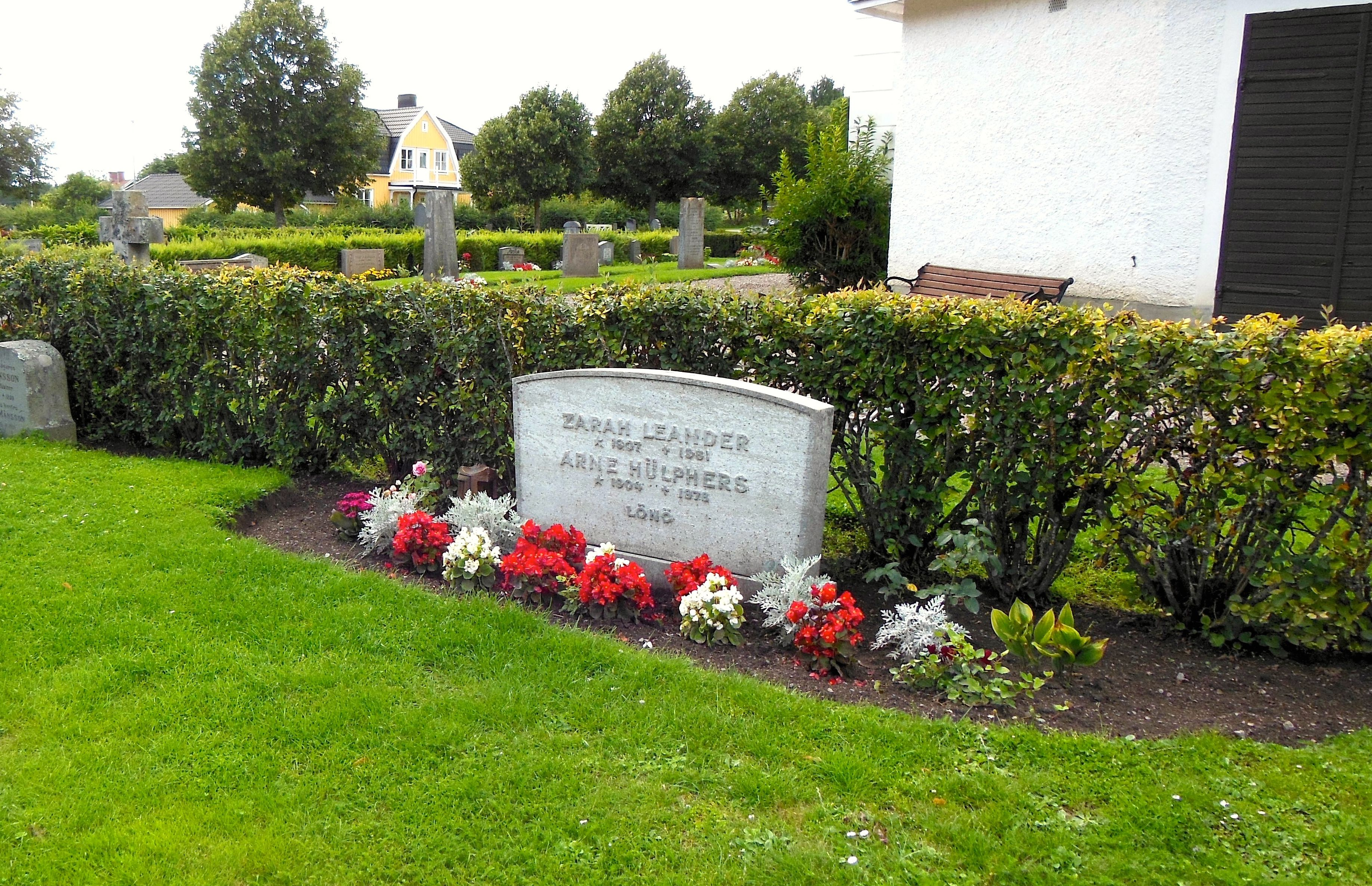
Zarah Leander sírja Häradshammarban

Leander utolsó, 1975-ös színházi bemutatója visszahozta a művésznőt abba a színházba, ahol közel negyven évvel korábban nagy áttörést ért el: fellépett Stephen Sondheim és Hugh Wheeler Das Lächeln einer Sommernacht című musicaljében (Ingmar Bergmann filmje alapján) a Theater an der Wien színházban, George Martin rendezésében. Leander partnerei itt voltak Susanne von Almassy és Dagmar Koller . 1978 szeptemberétől a stockholmi Folkteatern vendégjátéka következett. 1979 tavaszán egy előadás során Leander összeesett, és végül Stockholmban szenvedte el az első agyvérzést.
1979 júniusában bejelentette végleges távozását a színpadról. Zarah Leander visszavonult lönöi birtokára. Többszöri kórházi tartózkodás után 1981-ben agyvérzésben halt meg, és harmadik férje, Arne Hülphers (1904–1978) mellé temették a Häradshammar templomi temetőben (Norrköping önkormányzata, Östergötland). 

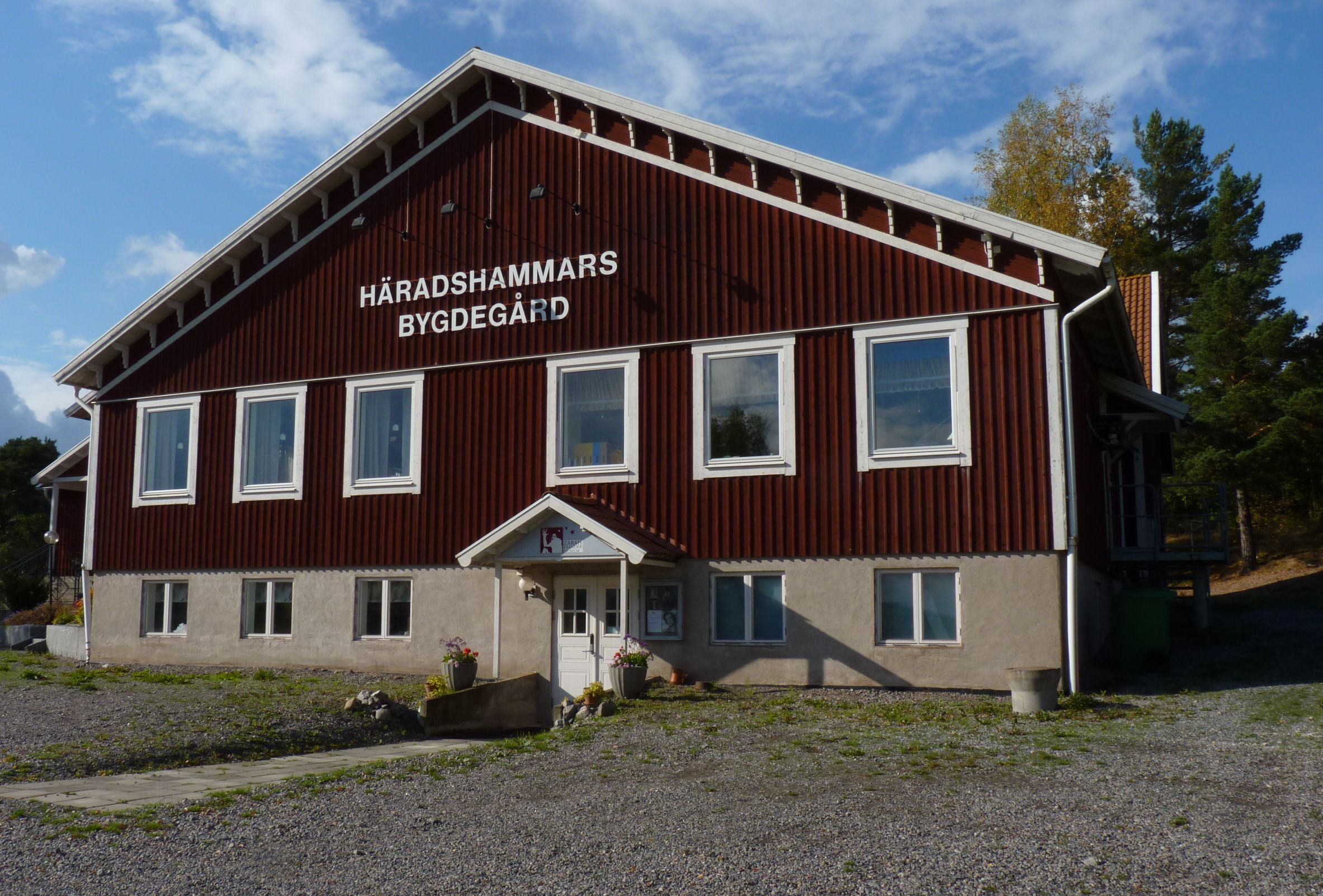
Zarah Leander Múzeum Svédországban

## Zarah Leander Múzeum
Leander régi német házvezetőnője és titkárnője, Brigitte Pettersson 2007-ben a Zarah-Leander-Gesellschafttal közösen megalapította a Zarah Leander Múzeumot Häradshammarban.

## Filmográfia
- 1931: Der falsche Millionär (Falska miljonären)
- 1935: Skandal (Äktenskapsleken)
- 1937: Premiere (ihr erster deutschsprachiger Film)
- 1937: Zu neuen Ufern
- 1937: La Habanera
- 1938: Heimat
- 1938: Der Blaufuchs
- 1938: Die 4 Gesellen
- 1939: Es war eine rauschende Ballnacht
- 1939: Das Lied der Wüste
- 1940: Das Herz der Königin
- 1941: Der Weg ins Freie
- 1942: Die große Liebe
- 1943: Damals
- 1950: Gabriela
- 1952: Cuba Cabana
- 1953: Ave Maria
- 1954: Bei Dir war es immer so schön
- 1959: Der blaue Nachtfalter
- 1964: Das Blaue vom Himmel (Fernsehfilm)
- 1966: Das gewisse Etwas der Frauen

## Diszkográfia
- - Kinostar – Chanson (Kinostar, die Sehnsucht tausender Mädchen) (Ralph Benatzky/Hans Weigel) aus dem musikalischen Lustspiel Axel an der Himmelsleiter, 1936, Zarah Leander mit dem Ufa-Tonfilm-Orchester, Leitung: Lothar Brühne, O 4756 b
  - Schlafe, mein Geliebter! (Theo Mackeben/H. F. Beckmann), 1936, Zarah Leander mit Orchester und Orgel, Odeon O-4624 b
  - Du darfst mir nie mehr rote Rosen schenken! (Michael Jary/Bruno Balz), 1936, Zarah Leander mit Orchester, Leitung Michael Jary, Odeon Nr. O-4630 a
  - Merci, mon ami, es war wunderschön ...! (Lied und Slowfox), (Musik: Peter von Fényes/Text: Hanns Schachner), 1937 aus ihrem ersten deutschsprachigen Kinofilm Premiere.
  - Ich steh’ im Regen aus dem Tonfilm Zu neuen Ufern (Ralph Benatzky), 1937, Zarah Leander mit Ufa-Tonfilm-Orchester, Leitung: Lothar Brühne, Odeon Nr. O 4756 a
  - Tiefe Sehnsucht aus dem Tonfilm Zu neuen Ufern (Ralf Benatzky), 1937, Zarah Leander mit Ufa-Tonfilm-Orchester, Leitung: Lothar Brühne, Odeon Nr. O-4755a
  - Yes, Sir! aus dem Tonfilm Zu neuen Ufern (Ralf Benatzky), 1937, Zarah Leander mit Ufa-Tonfilm-Orchester, Leitung: Lothar Brühne, Odeon Nr. O-4755b
  - Ich bin eine Stimme … (Peter Igelhoff), 1938, Zarah Leander mit Odeon-Künstler-Orchester, O-4794 b
  - Der Wind hat mir ein Lied erzählt aus dem Tonfilm La Habanera (Lothar Brühne/Bruno Balz), 1937, Zarah Leander mit Ufa-Tonfilm-Orchester, Leitung: Lothar Brühne, Odeon Nr. O-4764a
  - Du kannst es nicht wissen … aus dem Tonfilm La Habanera (Lothar Brühne/Detlef Sierck), 1937, Zarah Leander mit Ufa-Tonfilm-Orchester, Leitung: Lothar Brühne, Odeon Nr. O-4764b
  - Du bist heut’ so anders (Peter Fenyes/Charlie Amberg), 1938, Zarah Leander mit dem Eugen Wolff Orchester, Odeon 4783b
  - Eine Frau wird erst schön durch die Liebe aus dem Film Heimat (Theo Mackeben/Michael Gesell), 1938, Zarah Leander mit UFA-Tonfilm-Orchester, Dirigent: Theo Mackeben, Odeon Nr. O-4782a
  - Drei Sterne sah ich scheinen aus dem Film Heimat (Theo Mackeben/Hans Brennert), 1938, Zahrah Leander mit dem Ufa-Tonfilm-Orchester, Dirigent: Theo Mackeben, Odeon Nr. O-4782b
  - Bei mir bist du schön (Hans Raszat/Hans Fritz Beckmann), 1938, Zarah Leander mit Odeon-Künstler-Orchester, Dirigent: Werner Schmidt-Boelcke, Odeon
  - Kann denn Liebe Sünde sein aus dem Film Der Blaufuchs, 1938, Zarah Leander mit Odeon-Künstler-Orchester, Dirigent: Lothar Brühne, Odeon
  - Von der Puszta will ich träumen aus dem Tonfilm Der Blaufuchs (Lothar Brühne, Bruno Balz), 1938, Zarah Leander mit dem Ufa-Tonfilm-Orchester unter Leitung von Lothar Brühne, Odeon Nr. O-4612a
  - Nur nicht aus Liebe weinen aus dem Tonfilm Es war eine rauschende Ballnacht, (Theo Mackeben/Hans Fritz Beckmann), 1939, Zarah Leander mit Balalaika-Orchester Boris Romanoff, Dirigent: Theo Mackeben, Odeon
  - Er heißt Waldemar! (Michael Jary/Bruno Balz), 1940, Zarah Leander mit Orchester, Leitung: Michael Jary, Odeon Nr. O-4633a
  - Wen ich liebe... (Michael Jary/Bruno Balz), 1940, Zarah Leander mit Orchester, Leitung: Michael Jary, Odeon Nr. O-4633b
  - Die lustige Witwe – Potpourri – (Musik: Franz Lehár, Text: Victor Léon/Leo Stein), 1940, Dirigent: Otto Dobrindt, Chorleitung: Waldemar Favre, Gesang: Zarah Leander und Sven Olof Sandberg, Odeon
  - Ich weiß, es wird einmal ein Wunder gescheh’n aus dem Film Die große Liebe (Michael Jary/Bruno Balz), 1942, Zarah Leander mit Ufa-Tonfilm-Orchester, Dirigent: Michael Jary, Odeon
  - Davon geht die Welt nicht unter aus dem Film Die große Liebe (Michael Jary/Bruno Balz), 1942, Zarah Leander mit UFA-Tonfilm-Orchester, Dirigent: Michael Jary, Odeon
  - Einen wie Dich könnt’ ich lieben und Jede Nacht ein neues Glück aus dem Film Damals, 1943, Zarah Leander mit Orchester, aufgenommen in Schweden, Musik: Lothar Brühne, Text: Bruno Balz, Dirigent: Einar Groth, Odeon 4645a+b
  - Und wenn’s auch Sünde war aus dem Film Cuba Cabana 1952 (Heino Gaze/Bruno Balz)
  - Ave Maria (Bach/Gounod) aus dem gleichnamigen Tonfilm (Regie: Alfred Braun), 1953, Zarah Leander (Kontra-Alt), Gloria
  - Wo deine Wiege stand/Abenteuer sind am Abend teuer, Single von 1969, Trans-World-Records

## Operettek és musicalek
- - 1931: Franz Lehár: Die lustige Witwe
  - 1936: Ralph Benatzky: Axel an der Himmelstür (Rolle der Gloria Mills) (Ausschnitt: Gebundene Hände, Benatzky, 1936)
  - 1958: Ernst Nebhut u. Peter Kreuder: Madame Scandaleuse (Rolle der Helene)
  - 1960: Oscar Straus: Eine Frau, die weiß, was sie will (Rolle der Manon Cavallini)
  - 1964: Karl Farkas u. Peter Kreuder: Lady aus Paris (Rolle der Mrs. Erlynne)
  - 1968: Peter Thomas, Ika Schafheitlin u. Helmuth Gauer: Wodka für die Königin (Rolle der Königin Aureliana)
  - 1975: Stephen Sondheim u. Hugh Wheeler: Das Lächeln einer Sommernacht (Rolle der Madame Armfeldt)

## Önéletrajzok
- - Zarah Leander: Es war so wunderbar! Mein Leben. Verlag Hoffmann u. Campe, Hamburg 1973, ISBN 3-455-04090-X.
  - Zarah Leander (bearbeitet von Roland Gööck): So bin ich und so bleibe ich. Bertelsmann Lesering, Güstersloh 1958.

## Életrajzi színdarabok
- - Die Nazisirene von Andreas Marber, 1990, Rechte beim Autor
  - Zarah 47 von Peter Lund, 1992, LITAG Verlag, München
  - Dietrich und Leander von Beatrice Ferolli, 2009, Thomas Sessler Verlag, Wien
  - Ich Zarah oder das wilde Fleisch der letzten Diva, von Franzobel, 2014, Thomas Sessler Verlag, Wien

## Tévé-dokumentumfilmek
- Die Akte Zarah Leander von Simone Dobmeier u. Torsten Striegnitz, Arte, 23. Oktober 2013
- Duelle: Marlene Dietrich gegen Zarah Leander von Michael Wech, ARD, März 2013
- Legenden: Zarah Leander von Anette Plomin, ARD, Oktober 2001
- Hitlers Frauen: Zarah Leander von Guido Knopp, ZDF, März 2001
- Zarah Leander: Ich sag nicht ja, ich sag nicht nein von Gero von Boehm, Arte, Dezember 2000

## Fordítás
Ez a szócikk részben vagy egészben  a   Zarah Leander című német Wikipédia-szócikk ezen változatának fordításán alapul.  Az eredeti cikk szerkesztőit annak laptörténete sorolja fel. Ez a jelzés csupán a megfogalmazás eredetét és a szerzői jogokat jelzi, nem szolgál a cikkben szereplő információk forrásmegjelöléseként.